# VIII Legislatura de Guatemala
La VIII Legislatura del Congreso de la República de Guatemala estuvo conformada por los diputados elegidos en las Elecciones generales de 2015. 
Inició sus funciones el día 14 de enero de 2016 y finalizó el 14 de enero de 2020.

## Antecedentes: Proceso electoral e investigaciones de la VII legislatura
El proceso electoral de 2015 fue muy diferente a los anteriores de la época de posguerra en Guatemala debido a las investigaciones realizadas por la Comisión Internacional Contra la Impunidad en Guatemala.

### Moción para evitar reelección de diputados
El 15 de junio de 2015, ante la Corte de Constitucionalidad (CC), un grupo de ciudadanos presentó una petición de amparo en contra del Congreso de la República, por no haber aprobado o improbado doce acuerdos gubernativos de ejecución presupuestaria. El amparo, de acuerdo a los ciudadanos que solicitan el amparo, se basa en que el artículo 171, inciso c, de la Constitución Política le ordena al Congreso revisar y aprobar o improbar el informe de ingresos y gastos de ejecución que el Ejecutivo envía anualmente a la Contraloría ya que, de acuerdo con los solicitantes, el Congreso de la República tiene doce años de no conocer ni discutir estos informes resultando en un incumplimiento de un mandato constitucional. Los solicitantes del amparo urgieron a la Corte de Constitucionalidad emitir una resolución provisional —en tanto se resuelve el fondo del tema— en la que se ordene al Registro de Ciudadanos no inscribir como candidatos a los diputados integrantes de las tres legislaturas (la V, VI y la VII, que es la actual) que no cumplieron con esa obligación que la Constitución le fija al Congreso.
La Corte de Constitucionalidad no otorgó el amparo provisional, que habría impedido que al menos ciento veintiséis diputados que aspiran a la reelección más uno que va a postularse como candidato vicepresidencial, pudieran inscribirse. Posteriormente, cuando la Corte de Constitucionalidad determine si hubo o no incumplimiento de la Constitución por parte de esas tres legislaturas, lo que debe hacer este tribunal es certificar si hay violaciones perseguibles en juzgados civiles o penales, con lo cual se iniciaría un proceso masivo de antejuicios. Si la CC da el amparo definitivo, los actuales diputados podrían ser perseguidos por lo menos por el delito de incumplimiento de deberes y delitos contra la Constitución.

### CICIG investiga a diputados
El 16 de junio de 2015, el titular de la Comisión Internacional contra la Impunidad en Guatemala (CICIG), Iván Velásquez, reconoció que hay investigaciones contra miembros del Congreso y dejó abierta la posibilidad para que se presenten solicitudes de antejuicio. Velásquez indicó que había investigaciones que oportunamente estarían presentando a través de la instauración de los antejuicios correspondientes.

### Caso de Baudilio Hichos
Las declaraciones de Velásquez se dieron en la antesala de la presentación de un informe, previsto para este mes, con el que la CICIG revelaría anomalías e ilegalidades en el financiamiento de los partidos políticos.
El 17 de junio de 2015 la fiscal general Thelma Aldana y el comisionado de la CICIG Iván Velásquez ofrecieron detalles de los resultados de la investigación en torno a la adjudicación anómala del arrendamiento, por dos años y tres meses -vía cotización-, de tres niveles del edificio Plaza Minerva donde opera el Seguro Social en la ciudad de Chiquimula. Por el mismo caso la Policía, el Ministerio Público y la CICIG capturaron en allanamientos domiciliares a Jorge Mario López Pellecer -director del IGSS en Chiquimula-, Francisco Cortez Bocaletti –Jefe de Servicios Contratados-, Alma Méndez Blanco, Lester Ortiz y Salvador Rolando Álvarez Mérida. De manera paralela, ambas instituciones presentaron una solicitud de antejuicio contra el legislador Hichos López por los delitos de fraude y asociación ilícita.
La CICIG y el MP comprobaron en el portal de Guatecompras el proceso seguido para el arrendamiento del inmueble, registrado a nombre de Comercial y Constructora Siboney, S. A., firma de la que el congresista sería presidente de su Junta Directiva, lo que facilitó la forma de firmar el contrato por más de Q2 millones; se subrayó que todos los señalados incurrieron en delitos porque, antes de publicar la invitación a ofertar, llevaron a cabo la remodelación del inmueble, se violó la Ley de Compras y Contrataciones, hubo bloqueo a la posible participación de más empresas en la licitación y que las engañaron con datos falsos. De ahí el cargo de asociación ilícita, que, además, permitió que Hichos López recuperara lo invertido en los trabajos físicos efectuados en el Plaza Minerva. Los dos funcionarios indicaron que también los imputados ejecutaron ciertas operaciones en Guatecompras para aparentar legalidad en el contrato.
Hichos estaba a cargo de la comisión pesquisidora del antejuicio en contra del presidente Otto Pérez Molina. La acción contra el legislador es por los delitos de asociación ilícita, fraude y tráfico de influencias por las aparentes anomalías cometidas en un concurso de licitación de arrendamiento de un edificio en una dependencia del Instituto Guatemalteco de Seguridad Social (IGSS) en Chiquimula. Nineth Montenegro, diputada, pidió a la Comisión Permanente del Congreso un nuevo sorteo para dirigir pesquisidora contra el presidente Pérez Molina por los señalamientos contra Hichos. Tras conocer la acusación contra su diputado Baudilio Hichos, el partido LIDER lo separa de la agrupación política hasta que resuelva su situación; por otra parte, LIDER expulsa al alcalde de Chinautla, Arnoldo Medrano, por varias acusaciones de corrupción en su contra.
El 8 de julio, la corte Suprema de Justicia dio trámite al antejuicio contra el diputado Hichos; el presidente de la Cámara de Amparo y Antejuicio confirmó el trámite contra el diputado e indicó que el vocal primero de la sala Primera de la Corte de Apelaciones del Ramo Penal fue designado como juez pesquisidor.

### Caso de cuatro diputados de LIDER
Que se le retire la inmunidad a cuatro diputados de la bancada Libertad Democrática Renovada (Líder) y un alcalde para que puedan ser investigados abiertamente, fue la petición que presentó el 6 de julio de 2015 el Ministerio Público (MP) y la Comisión Internacional Contra la Impunidad en Guatemala (CICIG) ante la Corte Suprema de Justicia. 
El primero de los legisladores es Mario Rivera Cabrera, quien en una ocasión anterior ya había sido señalado de haberse apropiado de dinero perteneciente al Fondo de Conservación Vial de El Quiché, sin embargo, en esa oportunidad la Corte Suprema de Justicia no aceptó darle trámite a esa solicitud. No obstante, el MP presentó un amparo ante la Corte de Constitucionalidad (CC), que les fue otorgado la semana pasada, razón por la que la CSJ deberá recibir el expediente nuevamente y evaluar las pruebas presentadas; en la nueva solicitud el 6 de julio se le vincula con los delitos de lavado de dinero y otros activos, así como de enriquecimiento ilícito. Los hechos presentados por el MP y la CICIG dan cuenta que él como diputado gana aproximadamente Q29 mil mensuales, el cual se incrementó a Q45 mil cuando ocupó el cargo de segundo secretario en 1996 y el de tercer secretario del congreso en 2008; además, los investigadores determinaron que a su nombre no se encuentra ni una sola empresa o negocio que pudieran reportarle ingresos adicionales a los que percibe como congresista. Sin embargo, se evidenció que Rivera Cabrera es propietario de por lo menos cinco viviendas en varios puntos del país, valorada en varios millones de dólares y es propietario de por lo menos cinco vehículos entre marcas como Range Rover, Land Cruiser, Lincoln Navigator, entre otros. Por último, los investigadores indicaron que en una de las cuentas de Rivera Cabrera existe el monto de nueve millones de quetzales. 
El 25 de septiembre de 2015 la Corte Suprema de Justicia retiró la inmunidad a Rivera Cabrera, quien había sido reelecto el 6 de septiembre para una curul en el Congreso.
En el caso de los diputados Luis Adolfo Chávez y Mirza Arreaga, la solicitud de antejuicio es por una denuncia que el jefe del Ministerio de Desarrollo Social, Edgar Leonel Rodríguez, hizo en junio de 2015, por supuestas negociaciones que los legisladores quisieron hacer con él para lograr adjudicar varios contratos a empresas relacionadas con ellos. De ser retirada la inmunidad, Chávez y Arreaga enfrentarían una investigación por tráfico de influencias y abuso de autoridad.
Por último, el diputado Mario Yanes Guerra fue denunciado por el ministro de Desarrollo Social debido a que aparentemente el diputado solicitó varias plazas de trabajo en el renglón 029 para personas cercanas a él. Por su parte, el titular del Ministerio de Desarrollo tiene una solicitud de antejuicio por la compra de maquinaria por Q100 millones para el Fondo de Desarrollo Social y la Pesquisidora del caso ha pedido en su informe que se retire la inmunidad del Ministro.
El 7 de julio los diputados Chávez y Arrega arremetieron en contra de la CICIG, acusándola de realizar un teatro político y que no eran sus voces las que se escuchaban en las conversaciones grabadas; sin embargo, el partido los separó de la entidad para que aclaren su situación judicial. El secretario del partido indicó que esta medida aplica también para aquellos diputados que en el futuro estén involucrados en la misma situación: solicitud de antejuicio por corrupción. Ahora bien, aunque se solicitó la separación de los congresistas, estos continúan siendo parte de la bancada del partido LIDER y, además, mientras no se presente la carta de expulsión ante el Registro de Ciudadanos del Tribunal Supremo Electoral (TSE), estos siguen participando en la busca de la reelección con LIDER.
Las transcripciones de las conversaciones telefónicas que sostuvieron los diputados evidencian posibles pactos políticos entre diputados de bancadas supuestamente rivales.
El 29 de julio de 2015, la Corte Suprema de Justicia le dio trámite a los antejuicios de estos diputados; la resolución fue dictada por unanimidad según informó en conferencia de prensa Josué Felipe Baquiax, presidente de la CSJ. Manuel Barquín y Jaime Martínez deberán enfrentar las pesquisas de los jueces designados por la CSJ, debido a su posible vinculación con una red de lavado de dinero dirigida por Francisco Morales Guerra, mientras que Mirza Arreaga, Luis Adolfo Chávez y Mario Yanes Guerra lo tendrán que hacer por estar señalados de negociar contratos para empresas afines a ellos, así como por intentar beneficiarse con plazas fantasma en el Ministerio de Desarrollo Social.

### Caso de Pedro Muadi y plazas fantasma
El 25 de junio de 2015, la Fiscalía Especial contra la Impunidad (FECI) del Ministerio Público y la Comisión Internacional contra la Impunidad en Guatemala presentaron una solicitud de antejuicio contra el diputado Pedro Muadi, expresidente del Congreso y de la Cámara de Industria de Guatemala, por su supuesta responsabilidad en la contratación anómala de trabajadores del Organismo Legislativo para obtener beneficios económicos con Q630 mil de fondos públicos. Hasta quince agentes de su seguridad privada tenían plazas fantasma en el Congreso por las que percibían ocho mil quetzales mensuales, de los que le correspondían seis mil al diputado Muadi.
El partido CREO —al que pertenecía Muadi luego de salir del Partido Patriota hace apenas unos meses— notificó que el diputado fue expulsado de la agrupación política por su involucramiento en el caso de plazas fantasma.
El 28 de octubre, Muadi renunció a su curul en el Congreso luego de que la Corte Suprema de Justicia de Guatemala le retirara el derecho a antejuicio; en su lugar asumió la ex asistente de Roxana Baldetti, Daniela Beltranena Campbell, quien renunció apenas 24 horas después; al día siguiente, Muadi se presentó al juzgado pues se había emitido orden de captura en su contra y tras su audiencia de primera declaración fue enviado a prisión a la cárcel del cuartel Mariscal Zavala.

### Niegan inscripción a Alfonso Portillo y Salvador Gándara
El expresidente de Guatemala Alfonso Portillo presentó su expediente al registro de ciudadanos del Tribunal Supremo Electoral para que fuera inscrito como candidato a diputado al Congreso por el partido TODOS. Sin embargo, el TSE le denegó la inscripción en primera instancia el 13 de julio de 2015, argumentando el artículo 113 de la Constitución Política de la República que indica que «los guatemaltecos tienen derecho a optar a empleos o cargos públicos y para su otorgamiento no se atenderá más que a razones fundadas en méritos de capacidad, idoneidad y honradez.» El Registro de Ciudadanos del TSE también negó la inscripción otras quince personas interesadas en ser candidatos a diputados.
Asimismo, el exalcalde de Villa Nueva, Salvador Gándara, tampoco obtuvo la inscripción solicitada al TSE. En un informe enviado por la Corte de Constitucionalidad (CC) al Registro de Ciudadanos se informa de treinta y cinco casos en los que se revocó los amparos solicitados por los candidatos a cargos de elección popular; en el documento se describe el detalle de cargos por denuncias penales que figuran contra Gándara, estos son: 
- Resistencia a la fiscalización de la Contraloría General de Cuentas (CGC) por Q83 millones 79 mil 468.02.
- Incumplimiento de funciones de acuerdo al cargo desempeñado por Q4 millones 612 mil 500.
- Anomalías en los convenios de remozamiento de la Policía Nacional Civil (PNC) central y sur por Q9 millones 595 mil 250.
- Anomalías en los convenios de remozamiento y equipamiento de Comisarías Distrito Norte, Oriente y Nororiente de la PNC por Q682 mil 349.
- Convenio de administración financiera sin cumplir requisitos de ley, Q862 mil 563.40.[18]

## Resultado de las elecciones legislativas
| \| Cantidad de diputados por agrupación política \| Cantidad de diputados por agrupación política \| Cantidad de diputados por agrupación política \| Cantidad de diputados por agrupación política \| Cantidad de diputados por agrupación política \| \| --------------------------------------------------------------------------------------------------------------------------------------------------------------------------------------------------------------------- \| --------------------------------------------- \| --------------------------------------------- \| --------------------------------------------- \| --------------------------------------------- \| \| Resultado \| Resultado \| \| Número de diputados electos por partido \| Número de diputados electos por partido \| \| LIDER \| LIDER \| \| 45 \| 45 \| \| UNE \| UNE \| \| 32 \| 32 \| \| TODOS \| TODOS \| \| 18 \| 18 \| \| PP \| PP \| \| 18 \| 18 \| \| FCN \| FCN \| \| 11 \| 11 \| \| EG \| EG \| \| 7 \| 7 \| \| UCN \| UCN \| \| 7 \| 7 \| \| CREO-Unionista \| CREO-Unionista \| \| 5 \| 5 \| \| VIVA \| VIVA \| \| 5 \| 5 \| \| WINAQ-URNG \| WINAQ-URNG \| \| 2 \| 2 \| \| Convergencia \| Convergencia \| \| 3 \| 3 \| \| PAN \| PAN \| \| 3 \| 3 \| \| Total \| Total \| \| 158 \| 158 \| \| Fuente:«Congreso sin aplanadora y con la mitad de caras nuevas». ElPeriódico (Guatemala). 8 de septiembre de 2015. Archivado desde el original el 8 de septiembre de 2015. Consultado el 8 de septiembre de 2015.[19] \| \| \| \| \| |                |  |                                         |                                         |
| Cantidad de diputados por agrupación política |                |  |                                         |                                         |
| Resultado | Resultado      |  | Número de diputados electos por partido | Número de diputados electos por partido |
| LIDER | LIDER          |  | 45                                      | 45                                      |
| UNE | UNE            |  | 32                                      | 32                                      |
| TODOS | TODOS          |  | 18                                      | 18                                      |
| PP | PP             |  | 18                                      | 18                                      |
| FCN | FCN            |  | 11                                      | 11                                      |
| EG | EG             |  | 7                                       | 7                                       |
| UCN | UCN            |  | 7                                       | 7                                       |
| CREO-Unionista | CREO-Unionista |  | 5                                       | 5                                       |
| VIVA | VIVA           |  | 5                                       | 5                                       |
| WINAQ-URNG | WINAQ-URNG     |  | 2                                       | 2                                       |
| Convergencia | Convergencia   |  | 3                                       | 3                                       |
| PAN | PAN            |  | 3                                       | 3                                       |
| Total | Total          |  | 158                                     | 158                                     |
| Fuente:«Congreso sin aplanadora y con la mitad de caras nuevas». ElPeriódico (Guatemala). 8 de septiembre de 2015. Archivado desde el original el 8 de septiembre de 2015. Consultado el 8 de septiembre de 2015. |                |  |                                         |                                         |

| Departamento             |   |   |   |   |   |   |   |   | UCN |   |   |   |   |
| ------------------------ | - | - | - | - | - | - | - | - | --- | - | - | - | - |
| Alta Verapaz             | 3 | 5 | 1 |   |   |   |   |   |     |   |   |   |   |
| Baja Verapaz             | 1 | 1 |   |   |   |   |   |   |     |   |   |   |   |
| Chiquimula               | 1 | 1 |   | 1 |   |   |   |   |     |   |   |   |   |
| Chimaltenango            | 2 | 1 | 1 |   |   |   | 1 |   |     |   |   |   |   |
| El Progreso              |   |   |   | 1 |   |   |   |   |     |   |   |   |   |
| Escuintla                | 1 | 2 | 1 | 1 |   |   | 1 |   |     |   |   |   |   |
| Guatemala (departamento) | 2 | 2 | 4 | 1 | 2 | 2 | 2 | 1 |     |   | 1 | 1 | 1 |
| Huehuetenango            | 4 | 3 |   | 1 |   |   | 1 |   |     | 1 |   |   |   |
| Izabal                   | 1 | 1 |   |   |   |   | 1 |   |     |   |   |   |   |
| Jalapa                   |   | 1 |   |   |   |   |   |   | 2   |   |   |   |   |
| Jutiapa                  | 2 | 1 |   |   |   |   | 1 |   |     |   |   |   |   |
| Petén                    | 2 | 1 |   | 1 |   |   |   |   |     |   |   |   |   |
| Quetzaltenango           | 2 | 2 | 2 |   |   |   |   |   |     |   |   |   |   |
| Quiché                   | 3 | 3 |   | 2 |   |   |   |   |     |   |   |   |   |
| Retalhuleu               | 1 | 1 |   |   |   |   | 1 |   |     |   |   |   |   |
| Sacatepéquez             | 1 | 1 |   |   |   |   | 1 |   |     |   |   |   |   |
| San Marcos               | 3 | 3 | 3 |   |   |   |   |   |     |   |   |   |   |
| Santa Rosa               | 1 |   |   | 1 |   |   |   |   | 1   |   |   |   |   |
| Sololá                   | 2 |   |   | 1 |   |   |   |   |     |   |   |   |   |
| Suchitepéquez            | 2 | 2 |   |   |   |   | 1 |   |     |   |   |   |   |
| Totonicapán              | 2 |   |   | 1 |   |   | 1 |   |     |   |   |   |   |
| Zacapa                   | 1 |   |   |   |   |   | 1 |   |     |   |   |   |   |

| Listado          |   |   |   | PP |   |   |   |   | UCN |   |   |   |   |
| ---------------- | - | - | - | -- | - | - | - | - | --- | - | - | - | - |
| Listado Nacional | 7 | 5 | 3 | 3  | 2 | 1 | 3 | 2 | 2   | 1 | 1 |   |   |
| Distrito Central |   |   | 1 |    | 3 | 2 | 1 | 1 |     |   | 1 | 1 | 1 |

## Reseña histórica

### Escándalo por salarios sobrevalorados de empleados del Congreso
El inicio de la VIII legislatura también fue diferente al de las legislaturas anteriores.  Varios diputados electos o reelectos fueron proscritos por tener investigaciones pendientes en su contra; por otra parte, el presidente entrante, Mario Taracena, hizo públicas las nóminas de los empleados del legislativo, incluyendo la de los empleados fijos —renglón 0-11— y la de los empleados temporales —renglones 0-22 y 0-29—, lo que puso en evidencia salarios desproporcionados, la contratación de activistas partidistas como empleados del congreso y la posible existencia de diezmos ilegales y de plazas fantasma.

### El partido oficial capta diputados tránsfugas
En febrero de 2016 la bancada del partido oficial FCN-Nación incrementó el número de diputados aprovechando a los que se declararon independientes previo a la penalización del transfuguismo legislativo;.  De esta forma, la bancada se incrementó de once a veintisiete miembros, aunque no consiguió superar a la bancada mayoritaria de la Unidad Nacional de la Esperanza. Hasta que las reformas a la LEPP entraron en vigencia el partido logro llegar a 37 diputados.

### Casos de Plaza Fantasma
El 26 de mayo de 2016 el Ministerio Público, la Policía Nacional Civil, en coordinación con la CICIG, capturaron a tres exdiputados de la VII Legislatura, y presentaron siete solicitudes de antejuicio contra igual número de diputados de la VIII Legislatura por la presunta comisión de delitos a través de la contratación excesiva e innecesaria y la creación de plazas fantasma en el Congreso.
A los tres exdiputados capturados se les imputan los delitos de: abuso de autoridad, peculado por sustracción
- Exdirector General del Congreso, José Luis Mijangos Contreras
- Exdiputado Edgar Romeo Cristiani Calderón
- Exdiputado, Alfredo Augusto Rabbé Tejeda
- Prófugo: exdiputado Carlos Humberto Herrera Quezada: abuso de autoridad y peculado por sustracción.[23]

El Ministerio Público (MP) presentó la solicitud de levantar la inmunidad para que sean investigados los siguientes diputados del Congreso por los delitos de abuso de autoridad y peculado por sustracción: 
- Luis Armando Rabbé Tejeda
- Arístides Crespo Villegas
- Julio César López Villatoro
- Selvin Boanerges García Velásquez
- César Emilio Fajardo Morales
- Manuel Marcelino García Chutá
- Carlos Enrique López Girón[23]

La investigación desarrollada por el MP y la CICIG establece que los miembros de la Junta Directiva del Congreso de la República en el período 2014 y 2015 realizaron un gran número de contrataciones que al menor escrutinio presentan una serie de irregularidades evidentes e ilegales. Esta forma de contratación irregular de personal para los miembros de la Junta Directiva se convirtió en una práctica habitual y aceptada a pesar de su evidente ilegalidad, no solo por el completo irrespeto a las formas del proceso de contratación, sino por la no asistencia a trabajar de las personas contratadas en la sede del Congreso, lugar asignado para la prestación del servicio.

## La corrupción de Luis Rabbé Tejada y la orden de captura

### Orden de Captura
El juez décimo penal Walter Villatoro, ordenó el cinco (5) de septiembre, la captura del diputado Luis Rabbé para que responda por supuestos delitos durante su cargo de presidente del congreso de la república de Guatemala. 
Luis Rabbé es señalado de haber autorizado nombramientos de personal que no cumplían con los perfiles de los puestos de trabajo en el congreso en el caso de Plazas Fantasma. Se le atribuyen los delitos de:
- Abuso de Autoridad
- Nombramientos ilegales
- Peculado por sustracción
- 164 contrataciones de personal o nombramientos irregulares
- Los sueldos de las contrataciones irregulares fueron desde Q4,000.00 hasta Q20,000.00

De estas denuncias fue que perdió su inmunidad ante la ley de Guatemala.

### Huida del expresidente del Congreso Luis Rabbé Tejada
El 18 de agosto de 2016 se informó que el diputado Luis Rabbé había perdido inmunidad tras darse con lugar el antejuicio en su contra por el caso de Plazas Fantasmas durante su gestión como presidente de la VII Legislatura de Guatemala; los magistrados de la Corte Suprema de Justicia de Guatemala fundamentaron su decisión en el informe de la pesquisa que les remitió la magistrada Zonia de la Paz Santizo Corleto, vocal segunda de la Sala Tercera de Apelaciones de lo Penal. Con esto quedó a disposición de las investigaciones del Ministerio Público y de la Comisión Internacional Contra la Impunidad en Guatemala.  Cuando las fuerzas de seguridad lo buscaron para detenerlo descubrieron que el Rabbé había salido de Guatemala dos días antes.

### Permisos Negados y motivo de Pugna de Luis Rabbé Tejada
Una semana después de haber salido del país de Guatemala, Luis Rabbé envió una carta al congreso de la república de Guatemala pidiendo ausentarse de las sesiones aduciendo que sufría acoso y persecución política, pero la junta directiva se lo negó.
El entonces diputado debía presentarse a las sesiones plenarias del congreso de la república, pero no llegó, por lo que entonces el presidente del poder legislativo, Mario Taracena intentó separarlo del cargo, sin embargo en la sesión se discutió fuertemente la negativa de tal hecho; con ello no logró los votos necesarios para separarlo del cargo de diputado del congreso de la república de Guatemala.
Nuevamente el presidente del congreso, Mario Taracena lo intentó, pero tampoco tuvo el respaldo de los diputados para suspender temporalmente a Luis Rabbé a pesar de que en reuniones de jefes del partido político, habían apoyado aprobar la moción. La permanencia de Luis Rabbé en el congreso ocasionó fuertes discusiones entre otros diputados, entre ellos a Estuardo Galdámez.
Sin dar aviso al congreso ni a nadie, Luis Rabbé salió del país de Guatemala, lo hizo a escondidas y con el apoyo de Remigio Angel Gonzáles y estando fuera del país, a un mes de su ausencia, Luis Rabbé envió una carta solicitando dos (2) meses de permiso de ausencia con goce de sueldo, argumentando que no podía regresar a Guatemala porque sus derechos estaban siendo violentados, en su condición de diputado era una persona que sufría persecución política, pero su petición tampoco tuvo éxito. Finalmente el veintidós (22) de septiembre del año 2016, el congreso de la república de Guatemala, separó del cargo de diputado a Luis Rabbé por medio del diputado del congreso de la república de Guatemala, Manuel Conde Orellana. En su lugar nombró a Fernando García Gudiel.